# Svartnäs
Svartnäs is een plaats in de gemeente Falun in het landschap Dalarna en de provincie Dalarnas län in Zweden. De plaats heeft 50 inwoners (2005) en een oppervlakte van 23 hectare. De plaats ligt aan de rivier de Svartnäsån.